# Любань (город, Беларусь)
Лю́бань (бел. Любань) — город в Минской области Беларуси. Административный центр Любанского района. Через город протекает река Оресса.
Численность населения — 11 278 человек (на 1 января 2025 года), двенадцатый по численности населения в Минской области.

## Геральдика
Герб утверждён решением Любанского районного исполнительного комитета от 20 апреля 1996 года № 4. Зарегистрирован в Гербовом матрикуле Республики Беларусь 5 мая 1996 года № 7. 
Флаг учреждён Указом Президента Республики Беларусь от 1 декабря 2011 года № 564 и зарегистрирован в Государственном геральдическом регистре Республики Беларусь 5 декабря 2011 года № Б-209. Утверждён решением Любанского районного исполнительного комитета № 132.

## История
Первые исторические упоминания о Любани относят к 1566 году. Поселением владели Слуцкие-Олельковичи. В 1582 году после подела Слуцкого княжества, Любань получает Александр Юрьевич Олелькович. (XVI век), Радзивиллы (XVII-XVIII века), Витгенштейны (XIX век). Во время восстания Костюшко 4 сентября 1794 под Любанем шёл жаркий бой.
В 1793 году в результате Второго раздела Речи Посполитой Любань оказывается в составе Российской империи.
В 1808 году входит в состав новообразованного Бобруйского уезда, Минской губернии (с конца XIX века — в составе Заболотской волости Бобруйского уезда).
Советская власть была установлена в 1917 году.
17 июля 1924 года в Слуцком округе был создан Любанский район.
27 сентября 1938 года местечко Любань Любанского района Минской области получило статус посёлка городского типа.
С июля 1941 по 30 июня 1944 года Любань был оккупирован немецкими войсками.
7 марта 1968 года Любань получил статус города.
20 октября 1995 года административные единицы Любанский район и город Любань, имеющие общий административный центр, объединены в одну административную единицу — Любанский район.
В 2024 году в связи с празднованием 80-й годовщины освобождения Беларуси от немецко-фашистских захватчиков и Победы советского народа в Великой Отечественной войне, а также в целях увековечения подвига воинов Красной Армии, рабочих, партизан и подпольщиков, совершенного ими при обороне и освобождении белорусских городов и других населённых пунктов город Любань награждён вымпелом «За мужнасць і стойкасць у гады Вялікай Айчыннай вайны» (Указ Президента Республики Беларусь от 2 февраля 2024 года № 44).

## Население
Численность населения — 11 278 человек (на 1 января 2025 года).
| Численность населения: |
| График не отображается по техническим причинам. Чтобы исправить это, воспроизведите график в новом формате, если это возможно. |

| 1897 | 1939   | 1959   | 1970   | 1979   | 1989     | 2006     | 2018     | 2023     | 2024 | 2025    |
| ---- | ------ | ------ | ------ | ------ | -------- | -------- | -------- | -------- | ---- | ------- |
| 800  | ▲ 3000 | ▲ 3700 | ▲ 6697 | ▲ 8388 | ▲ 11 049 | ▲ 11 317 | ▼ 10 917 | ▲ 11 360 |      | ▼11 278 |

| Национальный состав по переписи 1939 года | Национальный состав по переписи 1939 года | Национальный состав по переписи 1939 года |
| ----------------------------------------- | ----------------------------------------- | ----------------------------------------- |
| Белорусы                                  | 1732                                      | 56,8 %                                    |
| Евреи                                     | 1077                                      | 35,3 %                                    |
| Русские                                   | 167                                       | 5,5 %                                     |
| Украинцы                                  | 16                                        | 0,5 %                                     |
| Поляки                                    | 10                                        | 0,3 %                                     |
| Национальный состав по переписи 2009 года |                                           |                                           |
| Белорусы                                  | 10 777                                    | 95,88 %                                   |
| Русские                                   | 316                                       | 2,81 %                                    |
| Украинцы                                  | 66                                        | 0,59 %                                    |
| Цыгане                                    | 32                                        | 0,28 %                                    |

## Культура
- Государственное учреждение «Любанский музей народной славы»[19]. Представлен двумя экспозициями: Музей традиционных ремесел и промыслов  Любанщины и Историко-краеведческая экспозиция, посвящённая истории Любани.
- Любанский районный центр культуры
- Любанская районная центральная библиотека имени И. А. Муравейко
- Любанская детская школа искусств
- Любанская детская школа народного декоративно-прикладного искусства

## События и мероприятия
- Ежегодный фестиваль традиционной народной культуры «Пятровiца»

## Достопримечательность
- Аллея Славы Любанщины
- Братская могила со скульптурой «Скорбящая женщина»
- Любанская синагога (1896). В настоящее время здание музыкальной школы
- Деревянная синагога, которая была построена в конце XIX века. Установленная на ней мемориальная доска посвящена Мойше Файнштейну (раввин является автором нескольких книг, посвящённых изучению иудаизма).
- Еврейское кладбище
- Костёл Божьей Матери Фатимской
- Спасо-Преображенская церковь

### Памятник, скульптура
- Памятник В. И. Ленину
- Памятник Алексею Фёдоровичу Брагину (подпольщик)
- Мемориальный знак в честь воинских частей, освободивших Любанский район от немецких войск
- Памятник погибшим в войне
- Памятник Фене Кононовой

## Спорт
- Футбольный клуб «Ореса»

## Известные уроженцы и жители
- Ирина Ивановна Сержанина — белорусская художница
- Иван Андреевич Муравейко — писатель, в основном детский